# Chimarra kailishchandrai
Chimarra kailishchandrai är en nattsländeart som beskrevs av Malicky 1997. Chimarra kailishchandrai ingår i släktet Chimarra och familjen stengömmenattsländor. Inga underarter finns listade i Catalogue of Life.